# Albumy numer jeden w roku 1982 (Japonia)
Notowanie Weekly LP Chart (jap. 週間LPランキング Shūkan LP Chāto) przedstawia najlepiej sprzedające się LP w Japonii. Publikowane było przez magazyn Oricon Style, a dane skompletowane zostały przez Oricon na podstawie cotygodniowych wyników sprzedaży fizycznej LP. Poniżej znajdują się tabele prezentujące najpopularniejsze płyty w danych tygodniach w roku 1982.

## Oricon Weekly Album Chart
| Data            | Album                                                    | Wykonawca              | Źródło |
| --------------- | -------------------------------------------------------- | ---------------------- | ------ |
| 4 stycznia      | wstrzymanie publikacji                                   | wstrzymanie publikacji | [ 1 ]  |
| 11 stycznia     | Gingiragin ni sarigenaku (jap. ギンギラギンにさりげなく) | Masahiko Kondō         | [ 1 ]  |
| 18 stycznia     | Gingiragin ni sarigenaku (jap. ギンギラギンにさりげなく) | Masahiko Kondō         | [ 1 ]  |
| 25 stycznia     | Sailor-fuku to kikanjū (jap. セーラー服と機関銃)         | ścieżka dźwiękowa      | [ 1 ]  |
| 1 lutego        | Sailor-fuku to kikanjū (jap. セーラー服と機関銃)         | ścieżka dźwiękowa      | [ 1 ]  |
| 8 lutego        | FOR YOU                                                  | Tatsurō Yamashita      | [ 1 ]  |
| 15 lutego       | FOR YOU                                                  | Tatsurō Yamashita      | [ 1 ]  |
| 2 lutego        | FOR YOU                                                  | Tatsurō Yamashita      | [ 1 ]  |
| 1 marca         | Memorial (jap. メモリアル)                               | Masatoshi Nakamura     | [ 1 ]  |
| 8 marca         | MY LIFE                                                  | Chiharu Matsuyama      | [ 1 ]  |
| 15 marca        | Memorial (jap. メモリアル)                               | Masatoshi Nakamura     | [ 1 ]  |
| 22 marca        | Memorial (jap. メモリアル)                               | Masatoshi Nakamura     | [ 1 ]  |
| 29 marca        | Samu suigyo (jap. 寒水魚)                                | Miyuki Nakajima        | [ 1 ]  |
| 5 kwietnia      | Samu suigyo (jap. 寒水魚)                                | Miyuki Nakajima        | [ 1 ]  |
| 12 kwietnia     | Samu suigyo (jap. 寒水魚)                                | Miyuki Nakajima        | [ 1 ]  |
| 19 kwietnia     | Samu suigyo (jap. 寒水魚)                                | Miyuki Nakajima        | [ 1 ]  |
| 26 kwietnia     | Samu suigyo (jap. 寒水魚)                                | Miyuki Nakajima        | [ 1 ]  |
| 3 maja          | Seishun no Memoirs (jap. 青春のメモワール)               | Hiroko Yakushimaru     | [ 1 ]  |
| 10 maja         | Seishun no Memoirs (jap. 青春のメモワール)               | Hiroko Yakushimaru     | [ 1 ]  |
| 27 maja         | Samu suigyo (jap. 寒水魚)                                | Miyuki Nakajima        | [ 1 ]  |
| 24 maja         | Tug of War (jap. タッグ・オブ・ウォー)                   | Paul McCartney         | [ 1 ]  |
| 31 maja         | Pineapple                                                | Seiko Matsuda          | [ 1 ]  |
| 7 czerwca       | Pineapple                                                | Seiko Matsuda          | [ 1 ]  |
| 14 czerwca      | Pineapple                                                | Seiko Matsuda          | [ 1 ]  |
| 21 czerwca      | Pineapple                                                | Seiko Matsuda          | [ 1 ]  |
| 28 czerwca      | Pineapple                                                | Seiko Matsuda          | [ 1 ]  |
| 5 lipca         | PEARL PIERCE                                             | Yumi Matsutōya         | [ 1 ]  |
| 12 lipca        | I LOVE YOU                                               | Off Course             | [ 1 ]  |
| 19 lipca        | I LOVE YOU                                               | Off Course             | [ 1 ]  |
| 26 lipca        | P.M.9                                                    | Eikichi Yazawa         | [ 1 ]  |
| 2 sierpnia      | NUDE MAN                                                 | Southern All Stars     | [ 1 ]  |
| 9 sierpnia      | NUDE MAN                                                 | Southern All Stars     | [ 1 ]  |
| 16 sierpnia     | NUDE MAN                                                 | Southern All Stars     | [ 1 ]  |
| 23 sierpnia     | NUDE MAN                                                 | Southern All Stars     | [ 1 ]  |
| 6 września      | NUDE MAN                                                 | Southern All Stars     | [ 1 ]  |
| 13 września     | Best of Tahara Toshihiko (jap. ベストオブ田原俊彦)       | Toshihiko Tahara       | [ 1 ]  |
| 20 września     | Best of Tahara Toshihiko (jap. ベストオブ田原俊彦)       | Toshihiko Tahara       | [ 1 ]  |
| 27 września     | SAUDADE                                                  | Masayoshi Takanaka     | [ 1 ]  |
| 4 października  | NEXT SOUND TRACK                                         | Off Course             | [ 1 ]  |
| 11 października | NEXT SOUND TRACK                                         | Off Course             | [ 1 ]  |
| 18 października | NEXT SOUND TRACK                                         | Off Course             | [ 1 ]  |
| 25 października | NEXT SOUND TRACK                                         | Off Course             | [ 1 ]  |
| 1 listopada     | NEXT SOUND TRACK                                         | Off Course             | [ 1 ]  |
| 8 listopada     | Variation (Hensōkyoku) (jap. バリエーション〈変奏曲〉)   | Akina Nakamori         | [ 1 ]  |
| 15 listopada    | Variation (Hensōkyoku) (jap. バリエーション〈変奏曲〉)   | Akina Nakamori         | [ 1 ]  |
| 22 listopada    | Candy                                                    | Seiko Matsuda          | [ 1 ]  |
| 29 listopada    | Candy                                                    | Seiko Matsuda          | [ 1 ]  |
| 6 grudnia       | STAGE                                                    | Chiharu Matsuyama      | [ 1 ]  |
| 13 grudnia      | Kin'iro no Ribbon (jap. 金色のリボン)                    | Seiko Matsuda          | [ 1 ]  |
| 20 grudnia      | Kin'iro no Ribbon (jap. 金色のリボン)                    | Seiko Matsuda          | [ 1 ]  |
| 27 grudnia      | Kin'iro no Ribbon (jap. 金色のリボン)                    | Seiko Matsuda          | [ 1 ]  |